# Katì
Pensavo che mi davi un pugno e invece questo è un pugnale
Sì che fa male, per oggi dai chiudiamola qui, Katì, E stai piangendo, sì, ma dimmi per chi, E dai che non finisce il mondo se perdiamo un mondiale, Il sesso non vale, dai, non mi guardare così, Katì.»
(Katì)
Katì è un singolo del rapper e cantautore italiano Dargen D'Amico, pubblicato il 10 settembre 2021 come primo estratto dal decimo album in studio Nei sogni nessuno è monogamo.

## Video musicale
Il video, diretto da Matteo Colombo, è stato reso disponibile il 10 settembre 2021 sul canale YouTube dell'artista.

## Tracce
1. Katì – 3:04 (musica: Jacopo Matteo Luca D'Amico e Gianluigi Fazio)

## Formazione
- Dargen D'Amico – voce
- D/\N/\ – registrazione, produzione, arrangiamento
- Jvli – produzione, arrangiamento
- Emyk – missaggio, mastering